# セルゲイ・ドンスコイ
セルゲイ・エフィーモヴィチ・ドンスコイ（ロシア語: Сергей Ефимович Донской、ラテン文字転写の例：Sergei Yefimovich Donskoi、1968年10月13日 - ）は、ロシアの政治家。2012年5月21日、ドミートリー・メドヴェージェフ内閣の天然資源・環境大臣に任命され、2018年まで在任した。
モスクワ州エレクトロスタリ市出身。1992年グブキン石油ガス大学を卒業。